# Dennis Foggia

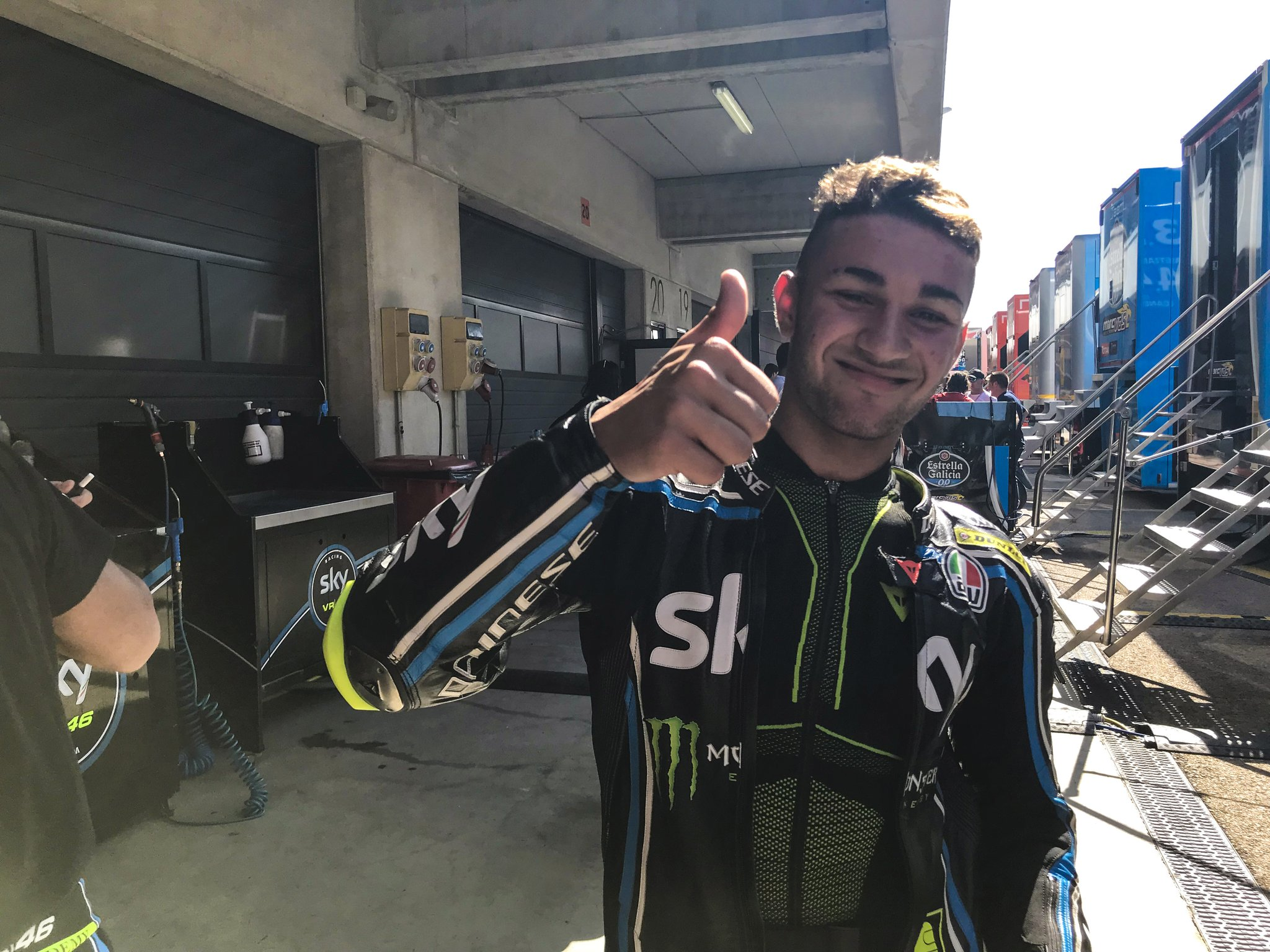
Dennis Foggia

Dennis Foggia, född 7 juni 2001 i Rom, är en italiensk roadracingförare som tävlar i Moto3-klassen i världsmästerskapen i Grand Prix Roadracing. Han har nummer 7 på sin motorcykel.

## Tävlingskarriär
Foggia började tävla i Minimoto vid åtta års ålder. Han gjorde debut i junior-VM i Moto3 2016 för stallet Junior Team VR46 Riders Academy. 2017 blev Foggia juniorvärldsmästare. Samma år gjorde han också VM-debut i roadracing i Moto3-klassen genom två wildcard.  Till Roadracing-VM 2018 blev  Foggia ordinarie förare hos Sky Racing Team VR46. Han kom på 19:e plats i VM med tredjeplatsen in Thailand som bästa resultat. Foggia fortsatte hos samma team 2019.

## Framskjutna placeringar
Uppdaterad till 2021-04-19.
| Nr | Grand Prix | År   |
| -- | ---------- | ---- |
| 1  | Tjeckien   | 2020 |

| Nr | Grand Prix | År   |
| -- | ---------- | ---- |
| 1  | Portugal   | 2021 |

| Nr | Grand Prix | År   |
| -- | ---------- | ---- |
| 1  | Thailand   | 2018 |
| 2  | Aragonien  | 2019 |
| 3  | Katalonien | 2020 |